# Katinka - Storia romantica di un amore impossibile
Katinka - Storia romantica di un amore impossibile (Ved vejen danese, Vid vägen svedese) è un film drammatico del 1988 diretto da Max von Sydow. Unico film diretto dall'attore svedese, venne premiato come miglior film e miglior regista al Premio Guldbagge nel 1988.

## Trama
In un villaggio danese viene inviato a lavorare come capomastro Wilhelm Huus, uomo affascinante che conquista l'interesse delle donne del paese. Col tempo Wilhelm crea un rapporto di complicità con il capostazione Bai e sua moglie, Katinka. Col passare dei giorni, quest'ultima scopre di essersi innamorata del giovane uomo.

## Riconoscimenti
Guldbagge - 1989
Miglior film
Miglior regista a Max von Sydow